# Franz Link
Franz Link (13. července 1869 Krnov – 2. září 1937 Krnov) byl československý politik německé národnosti a meziválečný senátor Národního shromáždění za Německou sociálně demokratickou stranu dělnickou v ČSR.

## Biografie
V roce 1918 se angažoval v krátkodobě existující provincii Sudetenland, kterou v rámci práva na sebeurčení vyhlásili Němci na severu Moravy, ve Slezsku a východních Čechách s cílem připojit ji k Německému Rakousku. Zasedal v zemském výboru za sociální demokraty. Podílel se na zakládání Svazu textilních dělníků Slezska.
V parlamentních volbách v roce 1920 získal za Německou sociálně demokratickou stranu dělnickou v ČSR senátorské křeslo v Národním shromáždění. V senátu zasedal do roku 1925. Profesí byl sekretářem v Krnově.